# Requesens
I Requesens o Requesenz o Requisenz sono una famiglia nobile il cui ramo siciliano discende da un viceré di Sicilia, Bernardo.

## Storia
Il paese antico di provenienza della famiglia è sconosciuto, alcuni autori sostengono sia la Catalogna, altri la Baviera.
Capostipite siciliano è Bernardo, viceré di Sicilia per Alfonso V d'Aragona, dal quale discesero i rami di Pantelleria, Buscemi e Racalmuto. Un secondo passaggio in Sicilia fu fatto da un Berlingerio generale della flotta di galee di Sicilia che originò il ramo di Sangiacomo in provincia di Ravanusa.
Dalla Sicilia un Calceramo (ovvero Galcerán de Requesens i Joan de Soler) passò in Napoli, originando un ramo da cui discese una Isabella moglie di Ramon Folc III de Cardona-Anglesola.. La coppia ebbe quattro figli, dei quali tuttavia solamente l'ultimo, Fernando de Cardona-Anglesola y de Requesens, II duca di Somma (1521-1571), ebbe discendenza. Isabella è raffigurata nel ritratto di Dona Isabel de Requesens dipinto da Raffaello Sanzio.
Diversi esponenti ebbero varie cariche in Sicilia sia civili che ecclesiastiche, prevalentemente in Messina e Palermo, tra le quali quelle di vicario, senatore, deputato ed un Luigi ed un Bernardo furono strategoti di Messina nonché Grandi Cancellieri del Regno.
Complessivamente la famiglia possedette due principati, undici contee e ventidue feudi; contrasse parentele, tra le altre, con gli Avarna, i Del Balzo, i Branciforte, i Caracciolo, i Carafa, i Del Carretto, i Colonna, i Gaetani, i Gravina, i Grifeo, i Moncada, i Naselli, i Tagliavia, i Ventimiglia e gli Zuniga.

## Arma
Inquartato: nel 1° e 4° d'azzurro, a tre torri d'oro poste 1, 2; nel 2 e 3° d'oro a quattro pali di rosso e la bordura dentata d'oro. Alias: Inquartato: nel 1 e 4° palato di rosso e d'argento; nel 2° e 3° d'azzurro, a tre torri d'argento, e la bordura dello scudo d'argento.Corona e mantello di principe.

## Persone
- Luis de Zúñiga y Requesens[1][2]
- Diego de Requisenz, Archimandrita di Messina dal 1628 al 1647.
- Isabel de Requesens[2]
- Giuseppe Antonio de Requisenz, O.S.B. † (17 febbraio 1755 - 1772), vescovo di Siracusa
- Emanuele Requesens (morto nel 1848, rivoluzionario siciliano

## Edifici
- Palazzo Requisenz o Requesens, a Solarino
- Palazzo Requisenz o Requesens, a Buscemi
- Ruderi del Castello Requisenz o Requesens, a Buscemi